# Albonese
Albonese är en ort och kommun i provinsen Pavia i regionen Lombardiet i Italien. Kommunen hade 530 invånare (2018).